# Jones dos Santos Neves
Jones dos Santos Neves (São Mateus, 29 de dezembro de 1901 — 30 de dezembro de 1973) foi um político brasileiro.
Governou duas vezes o estado do Espírito Santo, primeiramente como interventor federal, de 21 de janeiro de 1943 a 27 de outubro de 1945, e depois como governador eleito, de 31 de janeiro de 1951 a 31 de janeiro de 1955.

## Interventor Federal
- Com a nomeação de Punaro Bley para a diretoria da CVRD, criada em 1942, sucederam vários interventores o primeiro deles, foi Jones entre 1943 e 1945.[1]

## Governador
- Eleito governador do Espirito Santo pelo PSD Jones se destacou com políticas inovadoras tais quais:[1]

### Plano de Valorização Econômica
O planejamento de sua gestão foi organizado através do Plano de Valorização Econômica, que estabeleceu prioridades de governo. Acreditando que o Espírito Santo não poderia ficar dependendo do café, pretendeu estruturar as bases de um processo industrial.Absorveu quase metade da receita estadual e concentrou-se nas seguintes áreas:

#### Transportes
- Aparelhamento e ampliação do Porto de Vitória
- Construção da ponte sobre o rio Doce, em Linhares, facilitando a comunicação e o escoamento da produção do norte e noroeste do estado;
- Ampliação das vias rodoviárias - Vitória/Colatina, Vitória/Cachoeiro de Itapemirim e Cachoeiro/Alegre/Guaçuí
- Início da pavimentação asfáltica no Espírito Santo